# Georges Lecointe (Offizier)

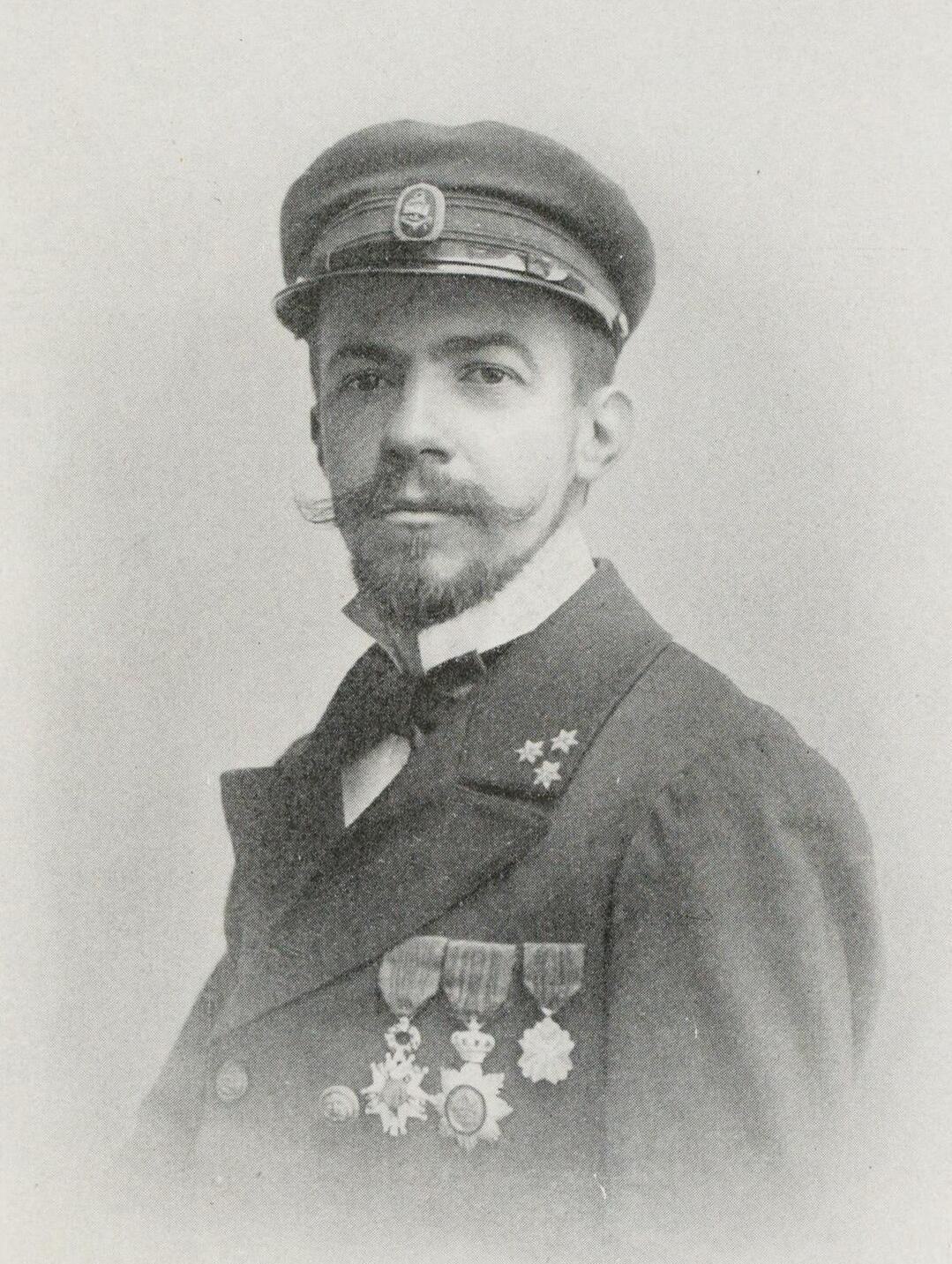
Georges Lecointe (1904)

Georges Lecointe (* 29. April 1869 in Antwerpen; † 27. Mai 1929 in Uccle/Ukkel) war ein belgischer Leutnant der Artillerie und Forschungsreisender in die Antarktis. Er war stellvertretender Leiter der Belgica-Expedition (1897–1899) unter der Leitung des belgischen Polarforschers Adrien de Gerlache de Gomery und fungierte bei dieser Forschungsreise zudem als Schiffsführer, Astronom und Hydrograph.
Seine militärische Ausbildung absolvierte Leccointe gemeinsam mit dem mit ihm befreundeten Émile Danco, einem weiteren Teilnehmer der Antarktisexpedition, an der Königlichen Militärakademie in Brüssel. Anschließend war er drei Jahre zur französischen Marine abkommandiert, an deren Ende er für die Ausbildung von Studenten an der École polytechnique ein Standardwerk über Navigation verfasst hatte und dafür in die Ehrenlegion aufgenommen wurde. 
Durch Vermittlung Dancos nahm de Gerlache ihn in seine Expeditionsmannschaft auf. Als am 22. Januar 1898 Carl-August Wiencke während eines Sturms in der antarktischen Bransfieldstraße durch eine überkommende Welle von Bord der Belgica gespült wurde, war es Lecointe, der durch einen beherzten Sprung ins Meer den norwegischen Matrosen vor dem Ertrinken zu retten versuchte. Lecointes Bemühungen und diejenigen weiterer Expeditionsteilnehmer blieben jedoch vergeblich. Bei der späteren Überwinterung schrieb Lecointe im Expeditionsmagazin die Texte zu den vom Zoologen und Botaniker Emil Racoviță angefertigten Zeichnungen. Nach Abschluss der Expedition verließ er die Belgica in Südamerika und überquerte die Anden.
In späteren Jahren war Lecointe wissenschaftlicher Leiter der Königlichen Sternwarte von Belgien in Uccle/Ukkel und während des Ersten Weltkriegs von 1914 bis 1918 in den Niederlanden interniert. Er blieb nach der Antarktisexpedition in regem Briefkontakt mit Roald Amundsen. Lecointe starb 60-jährig im Mai 1929 in Uccle/Ukkel. 
1911 wurde er korrespondierendes und 1919 volles Mitglied der Königlichen Akademie von Belgien. Nach ihm sind in der Antarktis Lecointe Island, der Georges Point und der Lecointe-Guyot benannt.